# Dainius Zubrus
Dainius Gintas Zubrus (in russo Дайнюс Гинтасович Зубрус?; Elektrėnai, 19 giugno 1978) è un ex hockeista su ghiaccio lituano, di ruolo attaccante. È il primo lituano a superare le 1000 presenze in NHL.
Noto per la sua lunga militanza con i New Jersey Devils, il 23 novembre 2008, realizzando 4 gol nella partita vinta 7-3 con i Tampa Bay Lightning, ha stabilito il record societario, per quanto riguarda i Devils, di gol segnati in una singola partita da un giocatore.